# 飯島氏銀鮈
飯島氏銀鮈（学名：Squalidus iijimae），又稱台灣銀鮈，俗名車栓仔、南風魚，为輻鰭魚綱鯉形目鲤科的其中一種。台灣農委會2009年4月1日將其公告為瀕臨絕種保育類野生動物，但不在IUCN瀕危名單中。

## 分布
本魚僅分布台灣後龍溪、大肚溪、頭前溪及其支流。

## 深度
水深0至5公尺。

## 特徵
本魚體延長，略呈圓柱狀，腹部圓。口下位，鬚一對。鱗片大，魚體背側灰褐色，頭部顏色較深，體側布滿細小黑點，並有一條不明顯的黑色縱帶，腹部白色，尾鰭叉形，體長可達6.7公分。

## 生態
本魚為初級淡水魚，棲息於河川中、下游或水流較緩和的潭區或湖中，喜歡躲藏於水底障礙物間，翻攪底層沙泥，屬雜食性，以水生昆蟲及藻類為主。

## 經濟利用
非食用魚。

## 扩展阅读
維基物種上的相關：飯島氏頜鬚鮈
1. ↑  Squalidus iijimae （页面存档备份，存于）－中研院生物多樣性研究中心